# Пилипенко Михайло Юхимович
Пилипенко Михайло Юхимович (нар.19 жовтня 1918 — 29 липня 2002) — доктор ветеринарних наук, професор, завідувач кафедри гістології і ембріології Харківського зооветеринарного інституту.

## Біографія
Михайло Юхимович народився 19 жовтня 1918 року у місті Валки Харківської області.
Після закінчення восьми класів Валківської середньої школи у 1935 вступив до Валківського ветеринарного технікуму, який закінчив у 1938 році.
З 1938 по 1939 роки працював ветеринарним фельдшером — помічником імунізатора Харківському санітарно-бактеріологічному інституті ім. І. І. Мечнікова.
У 1940 році студент Харківського ветеринарного інституту, навчання у якому затягнулось у 1940 році — призов до лав Червоної армії.
Протягом 1941—1944 років участь у Другій Світовій війні, де важке поранення призвело до інвалідності, тому у 1944 році повертається до навчання у Харківському ветеринарному інституті.
У 1947 році Михайло Юхимович вступає до аспірантури при кафедрі гістології і ембріології під керівництвом професора, доктора ветеринарних наук Є. Ф. Лисицького (засновник Харківської школи ветеринарних морфологів-птахівників).
У 1948 році Михайло Юхимович робить перерву у навчанні, де до 1952 року працює заступником директора з навчальної роботи у Валківському ветеринарному технікумі.
У 1952 році знову повертається до аспірантури.
У 1954 році працює асистентом кафедри гістології і ембріології Харківського ветеринарного інституту.
У 1956 році успішно захистив дисертацію на здобуття наукового ступеня кандидата біологічних наук за темою «Ембріональний розвиток курчат в інкубаторі „Рекорд-39“ і перехід їх у постембріональний стан».
У 1959 році працює доцентом кафедри гістології і ембріології Харківського ветеринарного інституту.
У 1975 році захистив дисертацію на здобуття наукового ступеня доктора ветеринарних наук на тему «Волочкова залоза (тимус) в онтогенезі качок та її реакції на деякі дії».
У 1976 році Михайлу Юхимовичу було присвоєно науковий ступінь доктора ветеринарних наук, а у 1978 році — вчене звання професора.
У 1977 році був обраний на посаду професора кафедри анатомії, гістології і ембріології Харківського зооветеренарного інституту.
У 1979 році Михайлу Юхимовичу було призначено завідувачем кафедри гістології і ембріології Харківського зооветеринарного інституту.
У 1996 році за станом здоров'я пішов на відпочинок, що заслужив, але до останніх днів життя не втрачав зв'язок з кафедрою та навчальним закладом.
29 липня 2002 року пішов із життя, світла пам'ять про професора зберігається у теплих серцях науковців та студентів, музеї історії закладу вищої освіти, якому Михайло Юхимович присвятив все своє життя.

## Праці
За результатами наукових досліджень Михайло Пилипенко опублікував 162 праці. Підготував одного доктора та сімох кандидатів наук.
Коло наукових інтересів пов'язане з впливом на організм і продуктивність птиці різних факторів утримання, незбалансованої годівлі і гіповітамінозів, забрудненням кормів мікотоксинами та інше, але особливу увагу приділяв навчальному процесу.
Він є співавтором першого підручника з гістології українською мовою «Цитологія, гістологія, ембріологія» для студентів факультетів ветеринарної медицини, що вийшов із друку у 2001 році.
Професор Михайло Юхимович нагороджений 10 урядовими нагородами.